# Diecéze Porto
Diecéze Porto (latinsky Dioecesis Portugallensis) je římskokatolická diecéze na území Portugalska se sídlem v městě Porto a s katedrálou Nanebevzetí P. Marie. Je sufragánní diecézí vůči arcidiecézi Braga. 

## Historie
Diecéze Porto vznikla někdy v 6. století v době upevňování křesťanství na iberském poloostrově za hegemonie Svébů. Původním sídlem diecéze bylo antické Magnetis. Po dobtí oblasti Araby (712) nemáme o křesťanech v oblasti Galicie žádné zprávy až do reconquisty v polovině 9. století. V roce 1115 byla diecéze bezprostředně podřízena Svatému Stolci, ale velmi záhy byla podřízena jako sufragánní arcidiecézi Braga.